# Markatal (Naturschutzgebiet)
Das Markatal ist ein Naturschutzgebiet in der niedersächsischen Stadt Friesoythe im Landkreis Cloppenburg und der Gemeinde Vrees in der Samtgemeinde Werlte im Landkreis Emsland.
Das Naturschutzgebiet mit dem Kennzeichen NSG WE 296 ist rund 97 Hektar groß. Davon entfallen rund 72 Hektar auf den Landkreis Cloppenburg und rund 25 Hektar auf den Landkreis Emsland. Das Naturschutzgebiet ist zu einem großen Teil Bestandteil des FFH-Gebietes „Markatal mit Bockholter Dose“. Nach Norden grenzt es an das Naturschutzgebiet „Marka zwischen Markhausen und Delschloot“ sowie an das Landschaftsschutzgebiet „Markatal zwischen Markhausen und Ellerbrock“, nach Süden an das Naturschutzgebiet „Markatal bei Bischofsbrück“ und das Landschaftsschutzgebiet „Mittelradde-Marka-Südradde“ und im Südwesten an das Landschaftsschutzgebiet „Waldgebiete auf dem Hümmling“.
Die Schutzgebietsverordnung wurde im Oktober 2018 neu gefasst und trat am 1. Januar 2019 in Kraft. Sie ersetzte die alte Verordnung vom 21. Juni 1984 (altes Kennzeichen des Naturschutzgebietes: NSG WE 150). Bei der Neufassung der Schutzgebietsverordnung wurde die Grenze des Naturschutzgebietes teilweise neu festgelegt. Dabei gingen Teile des Landschaftsschutzgebietes „Waldgebiete auf dem Hümmling“ im Naturschutzgebiet auf. Zuständige untere Naturschutzbehörden sind die Landkreise Cloppenburg und Emsland.
Das Naturschutzgebiet liegt südwestlich von Friesoythe in einer Grundmoränenlandschaft am Rand des Naturparks Hümmling. Der unter Naturschutz stehende, rund 3,5 Kilometer lange Talraum der Marka schützt den nicht ausgebauten und naturnah erhaltenen, mäandrierenden Abschnitt des Geestbachs mit seiner Niederung. Die Marka als lebhaft strömendes Gewässer mit flutender Unterwasservegetation aus Schwimmendem Laichkraut, Wasserhahnenfuß und Wasserstern wird überwiegend von Gehölzen und teilweise von Auwäldern begleitet. An den Ufern sind feuchte Hochstaudenfluren zu finden. Südwestlich von Markhausen durchfließt die Marka einen Teil des Eleonorenwaldes. Hier sind Eichenwälder mit Stieleiche vorherrschend. Dazu gesellen sich Traubeneiche und je nach Standort Sand- und Moorbirke, Eberesche und Zitterpappel. Teile des Schutzgebietes werden von Sümpfen mit Fadensegge und Fieberklee oder Röhrichten und Bruchwäldern sowie Moorwäldern eingenommen. Die Moorwälder werden von der Moorbirke geprägt und sind torfmoosreich. Stellenweise sind Grünländer zu finden, die teilweise als artenreiche Borstgrasrasen ausgeprägt sind. Die Grünlander werden als Weide oder Mähwiese genutzt. Am Geestrand finden sich noch Reste des natürlichen Birken-Eichenwaldes.
Die Marka ist Lebensraum von Fluss- und Bachneunauge.